# Léo Errera
Léo Abram Errera (Laeken, 4 de septiembre de 1858 - Bruselas 6 de agosto de 1905) fue un fisiólogo, botánico, taxónomo, y profesor belga.

## Biografía
Hijo del banquero y cónsul general italiano Jacques Errera y su esposa Marie Oppenheim. Los antepasados de la familia eran judíos sefarditas, italianos de Venecia.
Empezó estudiando humanidades, pero luego se pasó a botánica y medicina en la Universidad Libre de Bruselas,http://digitheque.ulb.ac.be Archivado el 14 de noviembre de 2014 en Wayback Machine. obteniendo su PhD en 1879 y su habilitación médica en 1883. Sus estudios lo llevaron a las universidad de Estrasburgo, Bonn y Würzburg. En Estrasburgo, condujo estudios en el laboratorio de Anton de Bary y de Felix Hoppe-Seyler; y en Würzburgo, estudió fisiología vegetal con Julius von Sachs. En el mismo año fue nombrado extraordinario y 1890 como catedrático de botánica en la Universidad Libre de Bruselas. Errera abogó por la creación de laboratorios y fundó un - inicialmente modesto - Laboratorio de Botánica, que se trasladó en 1891 a la actual Rue Botanique / Kruidtuinstraat El Instituto Botánico fue rebautizado en su honor después de su muerte como Instituto Botánico Léo Errera.
Bajo el seudónimo de "Un vieux juif" (cast: "Un viejo judío") publicó escritos también contra el antisemitismo. En 1893 su libro sobre los Judíos en Rusia "Les juifs russes: extermination ou émancipation" (con prólogo de Theodor Mommsen). Participó en numerosas conferencias internacionales sobre temas judíos y se conectó con la Alianza Israelita Universal. En lo político, fue activo en el Partido Liberal.
Falleció en 1905 a los 46 años, de una embolia cerebral.

## Algunas publicaciones
- Sur le glycogène chez les Basidiomycètes. F. Hayez, Brüssel 1886

- Les Juifs russes : extermination ou émancipation ? prólogo de Theodor Mommsen. C. Muquardt, Bruselas 1893

- Une leçon élémentaire sur le Darwinisme. Lamertin, Bruselas 1904

- Recueil d'œuvres de Léo Errera. 4 vols. H. Lamertin, Bruselas 1908–1910

## Honores
- 1898, miembro de la Academia Belga de Ciencias[5]

### Eponimia
Género
- (Rutaceae) Errerana Kuntze[6]

- Canal Errera, isla Rongé (Expedición Antártica Belga de 1897-1899, bajo la dirección de Adrien de Gerlache de Gomery)
- La abreviatura «Errera» se emplea para indicar a Léo Errera como autoridad en la descripción y clasificación científica de los vegetales.[7]

## Fuente
- Esta obra contiene una traducción  derivada de «Léo Errera» de Wikipedia en alemán, concretamente de esta versión, publicada por sus editores bajo la Licencia de documentación libre de GNU y la Licencia Creative Commons Atribución-CompartirIgual 4.0 Internacional.